# فيليبي (لاعب كرة قدم برازيلي)
فيليبي هو لاعب كرة قدم برازيلي في مركز الهجوم، ولد في 23 أبريل 2000 في Ferros ‏ في البرازيل. لعب مع Oeste Futebol Clube ‏.

## وصلات خارجية
- فيليبي (لاعب كرة قدم برازيلي) على موقع قاعدة بيانات كرة القدم.إي يو (الإنجليزية)